# Le Chêne
Le Chêne é uma comuna francesa na região administrativa de Grande Leste, no departamento de Aube. Estende-se por uma área de 21,01 km². Em 2010 a comuna tinha 295 habitantes (densidade: 14 hab./km²).